# Peter Åslund
Peter Åslund (* 22. November 1967) ist ein ehemaliger schwedischer Automobilrennfahrer.

## Karriere
Peter Åslund fing 1988 in der Schwedischen Formel-Ford-Junior-Meisterschaft erfolgreich mit einem gewonnenen Meistertitel seine Fahrerkarriere an. Ein Jahr später startete er in der Schwedischen Formel-Opel-Lotus-Meisterschaft und in der internationalen Formula Opel Euroseries. In der nationalen Meisterschaft gewann er den Vize-Meistertitel und in der internationalen Serie erreichte er den vierten Platz in der Gesamtwertung.
Von 1990 bis 1992 ging er in der Schwedischen Formel-3-Meisterschaft bzw. der nachfolgenden Schwedischen Formel-3-und-4-Meisterschaft an den Start. Dort gewann er 1992 auf einem Ralt RT35 die Meisterschaft.
1992 trat er für das Team Jacques Isler Racing zu zwei Rennen in der Deutschen Formel-3-Meisterschaft an.
In der Nordischen Formel-3-Meisterschaft startete Åslund 1992 in zwei Rennen, die er gewann. Mit den so erzielten 50 Punkten gewann er den Meistertitel.
1992 fuhr er in einigen Formel-3-Nichtmeisterschaftsrennen und gewann das Formula 3 Nordic Champion Meeting.
In der Saison 1991 trat er im Porsche Carrera Cup Deutschland an und wurde am Ende Siebter in der Gesamtwertung.